# 212991 Garcíalorca
(212991) Garcíalorca, denumire internațională (212991) Garcialorca, este un asteroid din centura principală de asteroizi.

## Descriere
212991 Garcíalorca este un asteroid din centura principală de asteroizi. A fost descoperit pe 23 februarie 2009 la Calar Alto de Felix Hormuth. Asteroidul prezintă o orbită caracterizată de o semiaxă mare de 2,25 ua, o excentricitate de 0,05 și o înclinație de 6,9° în raport cu ecliptica.